# Waka Waka (This Time for Africa)
"Waka Waka (This Time for Africa)" je pjesma kolumbijske pjevačice Shakire. Objavljena je 11. svibnja 2010.  kao singl s albuma Listen Up! The Official 2010 FIFA World Cup Album. U pjesmi gostuje južnoafrički sastav Freshlyground. Snimljena je i španjolska verzija pjesme pod nazivom "Waka Waka (Esto es África)" koja je objavljena u zemljama španjolskog govornog područja.
Pjesma je izabrana za službenu himnu svjetskog nogometnog prvenstva u Južnoafričkoj Republici.

## Uspjeh na top ljestvicama
"Waka Waka (This Time for Africa)" je 26. lipnja 2010. godine debitirala na 43. poziciji ljestvice Billboard Hot 100, to joj je i najviša debitirajuća pozicija nakon one koju je postigla pjesma "She Wolf". Sljedećeg tjedna se pjesma plasirala na 38. poziciji na ljestvici.
Pjesma je također debitirala na ljestvicama Hot Latin Songs i Latin Pop Songs, na 47. i 35. poziciji.

## Popis pjesama
- Digitalni download[1]

1. "Waka Waka (This Time for Africa)" - 3:22

- Njemački CD singl[2]

1. Waka Waka (This Time for Africa) - 3:22
2. Waka Waka (This Time for Africa) (Club Mix) - 3:12

## Top ljestvice
| Top liste (2010.)       | Najviša pozicija |
| ----------------------- | ---------------- |
| Australija              | 39               |
| Austrija                | 1                |
| Belgija (Flandrija)     | 1                |
| Belgija (Valonija)      | 1                |
| Danska                  | 2                |
| Europa                  | 2                |
| Finska                  | 1                |
| Francuska               | 1                |
| Hrvatska                | 19               |
| Irska                   | 23               |
| Italija                 | 1                |
| Japan                   | 9                |
| Kanada                  | 11               |
| Mađarska                | 3                |
| Nizozemska              | 2                |
| Norveška                | 5                |
| Njemačka                | 1                |
| Rusija                  | 107              |
| SAD (Billboard Hot 100) | 38               |
| Slovačka                | 10               |
| Španjolska              | 1                |
| Švedska                 | 8                |
| Švicarska               | 1                |
| Ujedinjeno Kraljevstvo  | 27               |

| Država     | Certifikacija | Prodaja |
| ---------- | ------------- | ------- |
| Španjolska | platinasta    | 40.000  |